# Leiothlypis peregrina
La parula del Tennessee (Leiothlypis peregrina Wilson, 1811) è un parulide che nidifica nel Nordamerica orientale e sverna nelle zone meridionali dell'America Centrale e in quelle settentrionali del Sudamerica.

## Descrizione
La parula del Tennessee misura 11,5 cm di lunghezza, ha un'apertura alare di 19,69 cm e pesa circa 10 g. Il maschio in tenuta riproduttiva ha dorso, spalle e basso ventre color oliva. Le remiganti sono nero-brunastre. Collo, corona e striscia oculare sono grigio ardesia. Le regioni inferiori sono grigio-bianche. La femmina è simile al maschio, ma ha una colorazione molto più spenta e regioni inferiori dai toni più verdastri. La parula del Tennessee ha ali lunghe, coda corta e becco sottile e appuntito.
La parula del Tennessee ricorda nell'aspetto la femmina della parula blu golanera. Quest'ultima, tuttavia, ha guance più scure e due macchie bianche sulle ali.
È possibile confondere questa specie con il vireo occhirossi, che è più grande, si sposta più deliberatamente e canta quasi costantemente. Anche la parula capoarancio ha aspetto simile, ma non ha il sopracciglio bianco, ha regioni superiori bruno-grigiastre e copritrici del sottocoda gialle.
Il canto è suddiviso in tre parti, che possono essere ripetute costantemente: tecky tecky tecky tick tick tick tick tyew! tyew! tyew! tyew! Il richiamo è costituito da un acuto tyick. Il richiamo in volo è un ronzante zzee.

## Distribuzione e habitat
Nidifica in un'area che si estende dai monti Adirondack nel New York, attraverso il Vermont settentrionale, il New Hampshire e il Maine, verso nord e ovest, fino a gran parte del Canada. Altri siti di nidificazione sono presenti nel Minnesota nord-orientale e nella parte settentrionale della Penisola Superiore del Michigan. Di abitudini migratorie, sverna nelle regioni meridionali dell'America centrale e in quelle settentrionali di Colombia e Venezuela, con alcuni sparuti esemplari che si spingono più a sud, fino all'Ecuador. Nell'Europa occidentale compare come visitatore occasionale molto raro. La specie prende il nome da un esemplare catturato nel Tennessee, dove può fare la sua comparsa durante la migrazione.

## Biologia
La parula del Tennessee si nutre principalmente di insetti e predilige le larve dei lepidotteri del genere Choristoneura, i cosiddetti «bruchi dell'abete». L'andamento delle popolazioni di questa specie oscilla a seconda della quantità del numero delle larve. Consuma inoltre nettare dei fiori, frutti e alcuni semi.
Questa parula, come la maggior parte delle altre, è nervosa e agile mentre è in cerca di cibo. Scivola lungo i rami ed è presente ad ogni livello degli alberi. Durante l'epoca della nidificazione conduce vita solitaria, ma negli altri periodi dell'anno forma stormi misti.
La parula del Tennessee predilige le foreste di conifere, le foreste miste di conifere-decidue, i boschi ai primi stadi di successione e le paludi boreali. Costruisce un nido a forma di tazza fatto di erba secca e muschio e foderato con fili d'erba più sottili, steli e peli. Il nido può essere situato sul terreno, tra i muschi di una palude o alla base di un arbusto. Viene costruito dalla sola femmina, che vi depone 4-7 uova bianche macchiate di marrone.